# Aglanema
Aglanema (lat. Aglaonema), biljni rod iz porodice kozlačevki s dvadesetak vrsta zimzelenih trajnica koje su raširene od sjeveroistočne Indije do Nove Gvineje.
Vrste ovog roda uvezene su na zapad gdje se uzgajaju kao ukrasno bilje.

## Vrste
1. Aglaonema brevispathum (Engl.) Engl.
2. Aglaonema chermsiriwattanae Sookch.
3. Aglaonema cochinchinense Engl.
4. Aglaonema commutatum Schott
5. Aglaonema cordifolium Engl.
6. Aglaonema costatum N.E.Br.
7. Aglaonema densinervium Engl.
8. Aglaonema flemingianum A.Hay
9. Aglaonema hookerianum Schott
10. Aglaonema marantifolium Blume
11. Aglaonema modestum Schott ex Engl.
12. Aglaonema nebulosum N.E.Br.
13. Aglaonema nitidum (Jack) Kunth
14. Aglaonema ovatum Engl.
15. Aglaonema philippinense Engl.
16. Aglaonema pictum (Roxb.) Kunth
17. Aglaonema pumilum Hook.f.
18. Aglaonema robeleynii (Van Geert) Pitcher & Manda
19. Aglaonema rotundum N.E.Br.
20. Aglaonema simplex (Blume) Blume
21. Aglaonema tricolor Jervis
22. Aglaonema vittatum Ridl. ex Engl.